# Kostel svatého Jana Nepomuckého (Huntířov)
Kostel svatého Jana Nepomuckého je římskokatolickou sakrální stavbou, která je ve druhé dekádě 21. století určena k počestnému neliturgickému užívání. Nachází se v Huntířově, části obce Vítězná, a je ve vlastnictví této části obce. Je zmiňován i jako Kostel svatého Jana Nepomuckého v Záboří nebo Kostel svatého Jana Nepomuckého ve Vítězné. Je situován po levé straně silnice z Komárova na Kocléřov.

## Historie
Kostel byl postaven v letech 1898–1907.

## Bohoslužby
Bohoslužby se v kostele nekonají a kostel byl předán k počestnému neliturgickému užívání. Interiér kostela nadále využíván pro konání výstav, koncertů a jiných akcí.

## Varhany
Varhany z roku 1925 jsou od krnovské firmy Rieger-Kloss.

## Fotogalerie

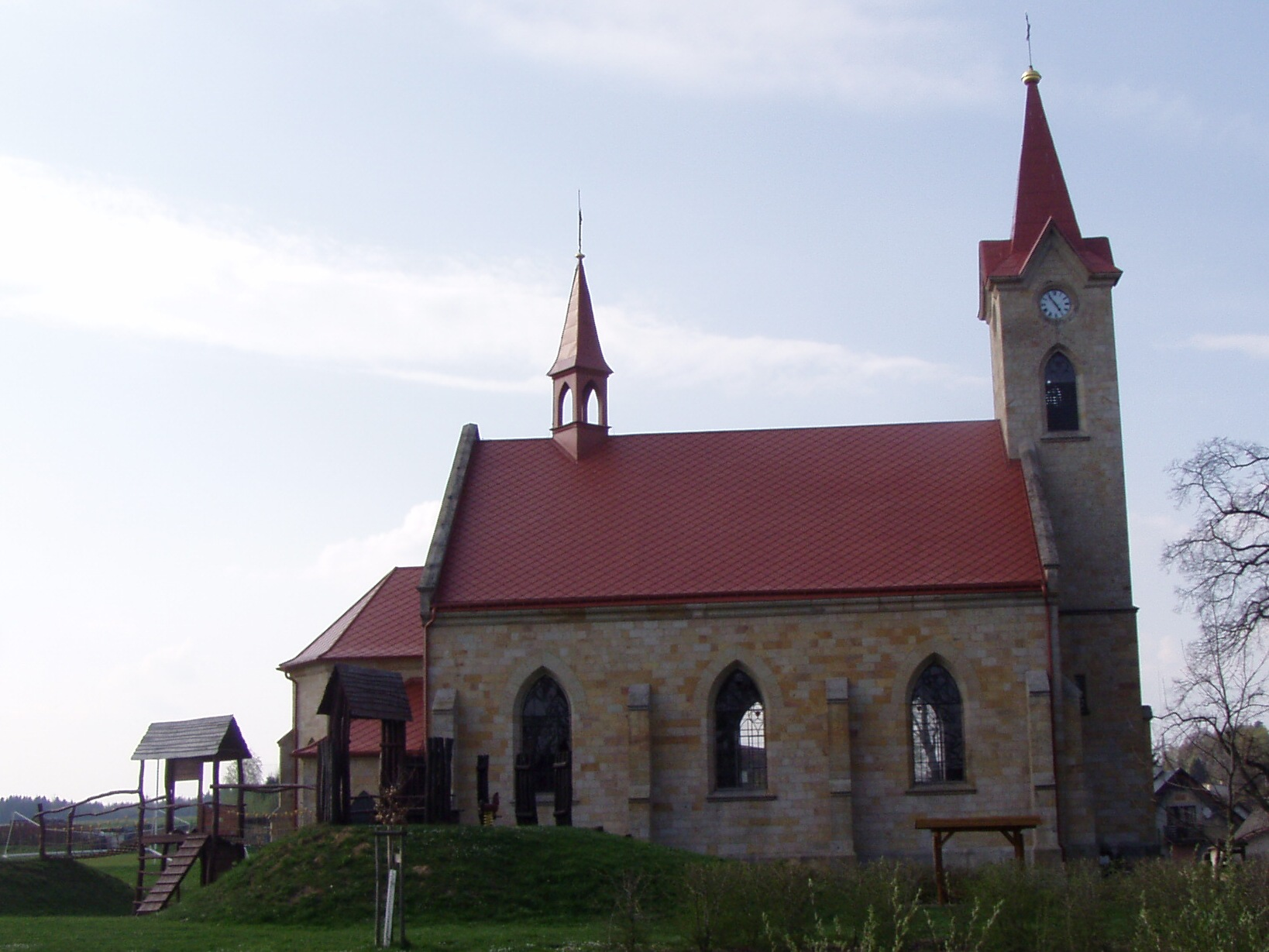
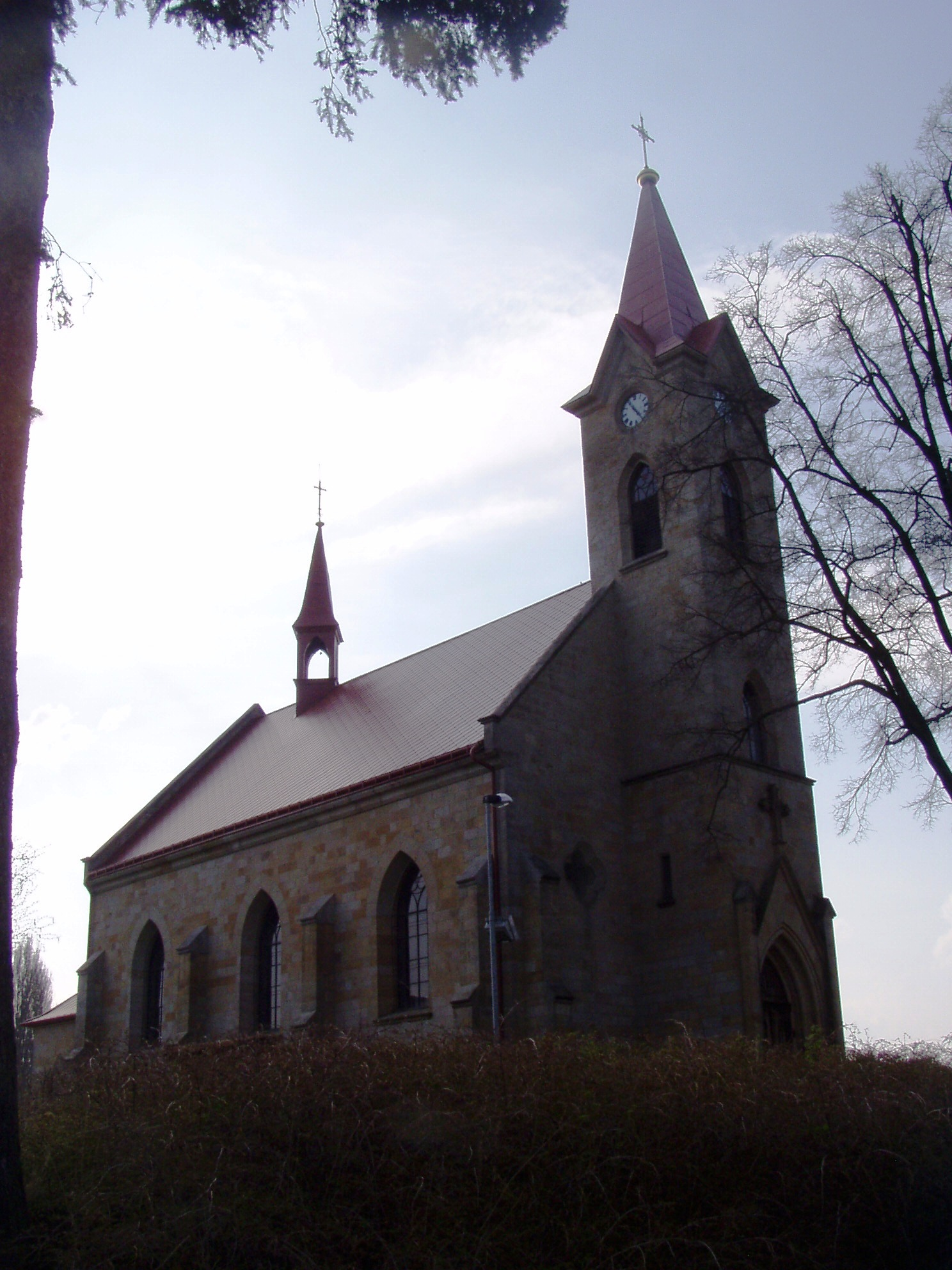
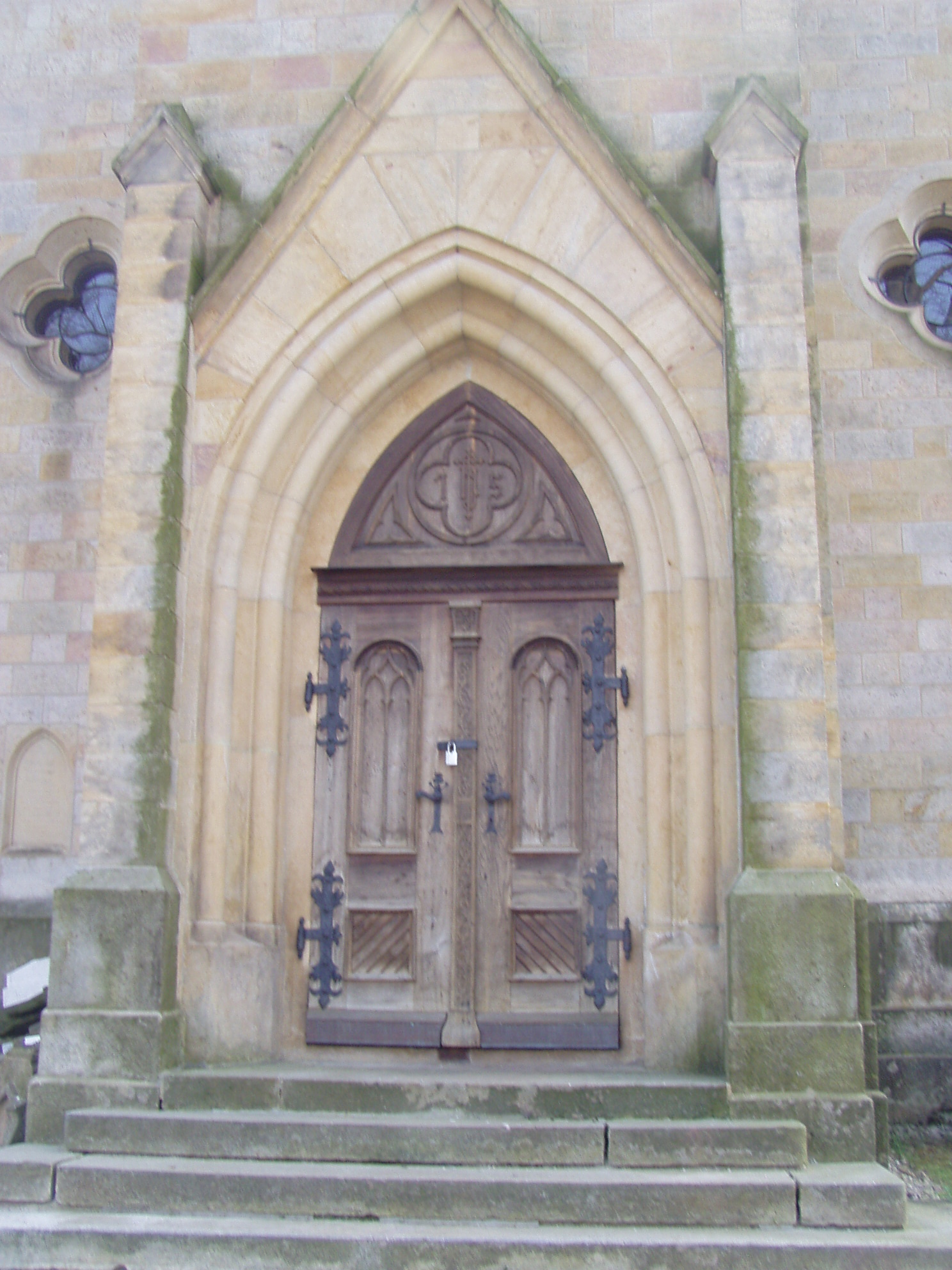
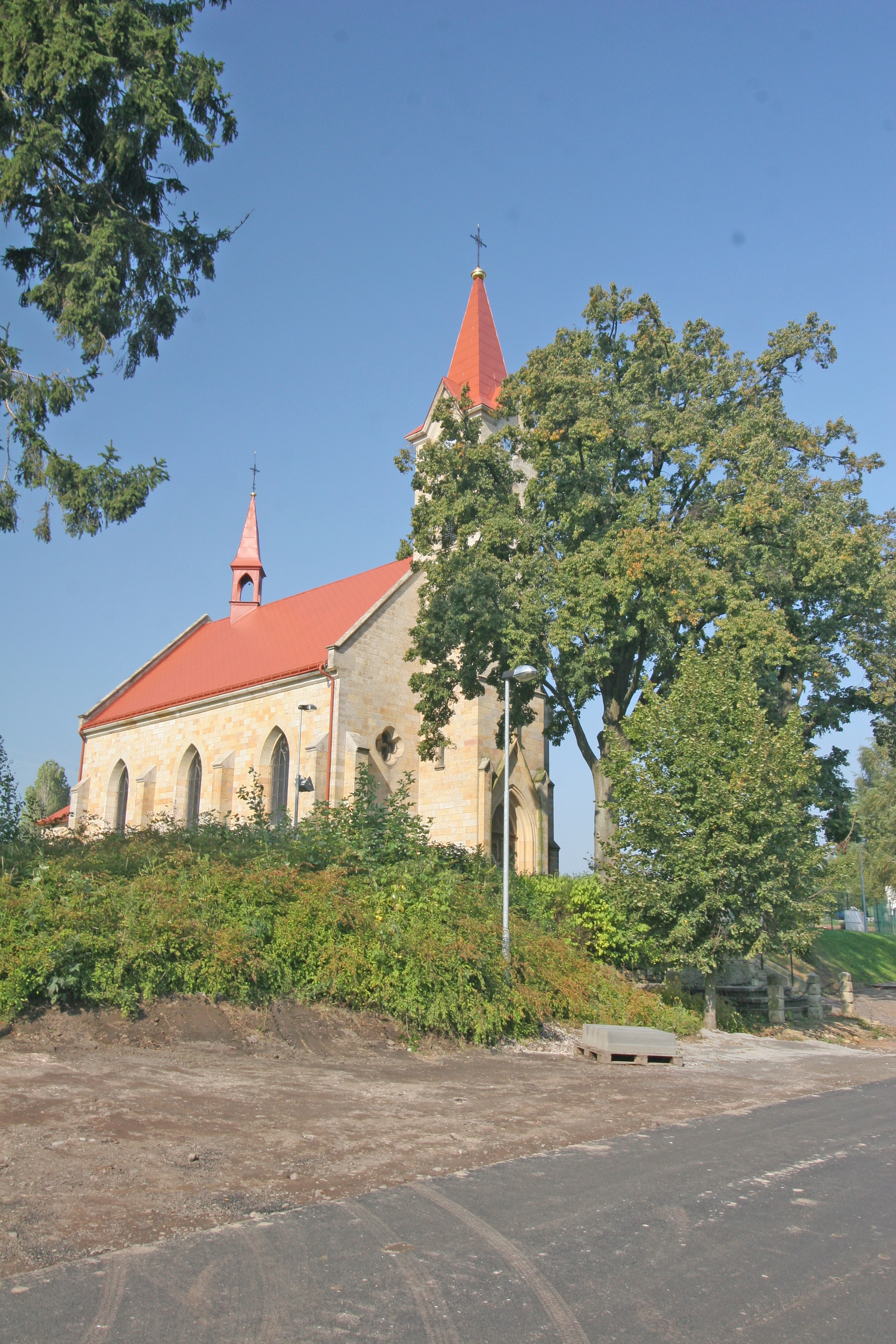